# KXLU Live Volume 5
KXLU Live Volume 5 est un album compilation de musique rock, enregistré live. Il a été commercialisé aux États-Unis (format CD en 1999) et était disponible dans les autres pays en import.

## Titres
1. VUE - Child for You
2. The Eyesores - Bent at the Waist
3. The Locust - Straight from the Horse's Mouth
4. The Sand-Dunes - Transmissions from Venus
5. The Folk Implosion - No Need to Worry
6. Ugly Duckling - Now Who's Laughin'
7. Babyland - Mini Mall
8. Bunny - How Long
9. The Devics - Three
10. Split Lip Rayfield - Truckin' Song
11. The Farewell Bend - On 3
12. Arab On Radar - #6
13. Dilated Peoples - Triple Optics
14. Upsilon Acrux - No Contorting DNA's
15. Chokebore - A Taste for Bitters
16. The Prosthetic - You in Kodak
17. Devola - Disdain for the 2AM Broadcast
18. Red Elvises - Limonchiki
19. Camera Obscura - We Talked Midi
20. Phthalocyanine - Under Strict Command of Ekswyzia: Shrapnel Mess
21. bonus track : Hasil Adkins - Hello Mary Lee

## Commentaires
Cet album consiste en fait en une compilation de différentes sessions live donnés par des groupes lors de leur passage à l'antenne de la radio KXLU, radio de Los Angeles.
La chanson de Chokebore A Taste for Bitters est disponible dans sa version studio sur l'album du même nomA Taste for Bitters sorti en 1996.